# Somewhere in Georgia
Pour plus de détails, voir Fiche technique et Distribution.
Somewhere in Georgia est un film américain réalisé par George Ridgwell, sorti en 1917.

## Synopsis
Un employé de banque et le caissier sont tous deux amoureux de la fille du banquier. L'employé, qui joue au baseball dans l'équipe locale, est repéré par un recruteur qui lui propose une place dans l'équipe de Detroit. Il accepte  mais pendant qu'il est là-bas il apprend que le caissier est sur le point d'épouser sa bien-aimée. Il repart chez lui, mais est attaqué par des malfrats payés par le caissier pour le retarder. Il arrivera juste à temps pour jouer une dernière partie avec son ancienne équipe et gagner le cœur de sa fiancée.

## Fiche technique
- Titre original : Somewhere in Georgia
- Réalisation : George Ridgwell
- Scénario : Lillian Case Russell
- Photographie : Walter Arthur
- Société de production : Sunbeam Motion Picture Corporation
- Société de distribution : Sunbeam Motion Picture Corporation
- Pays de production :  États-Unis
- Langue originale : anglais
- Format : noir et blanc — 35 mm — 1,37:1 — Film muet
- Genre : Comédie dramatique
- Durée : 6 bobines (1 800 m)
- Date de sortie : 
  - États-Unis : juin 1917
- Licence : domaine public

## Distribution
- Ty Cobb : l'employé
- Elsie MacLeod : la fille du banquier
- William Corbett :
- Harry Fisher
- Edward Boulden
- Ned Burton